# 马尔加什共产党
马尔加什共产党（法語：Parti Communiste Malgache）是马达加斯加历史上的一个共产主义政党。该党成立于1958年，雷内·安塞尔姆·兰德里安贾任第一书记。该党是在既没有法国共产党也没有苏联共产党的支持的情况下建立的。1960年，兰德里安贾前往莫斯科寻求认可，但没有被邀请参加当时在那里举行的共产党和工人党国际会议。后来，兰德里安贾又去中华人民共和国，得到中国共产党的认可。在中苏交恶时，该党站在中国共产党一边。但是，与亲苏联的马达加斯加独立大会党相比，该党的发展很快就落于下风。